# Мексиканці в Німеччині
Мексиканці в Німеччині — національна спільнота мексиканців у Німеччині та їх потомки, які народилися на території Німеччини.

## Огляд

Кількість громадян Мексики в округах Німеччини у 2021 році

За даними Федерального статистичного управління Німеччини, мексиканське населення зосереджено в основному у федеральних землях Баварії, Баден-Вюртембергу, як на півдні Німеччини, так і в Берліні . Значні популяції також існують у Нижній Саксонії та Рейнській області на північному заході Німеччини, яка є четвертою за величиною спільнотою мексиканців за кордоном; і другий в Європі після Іспанії . На даний момент зареєстровано 16 компаній, які представляють мексикансько-німецьку спільноту в Німеччині. Серед ключових ініціатив є організація соціокультурних заходів, де деякі із них співпрацюють з посольством для висвітлення історії, способу життя та традицій мексиканської культури, стимулюючи інтерес німецької громадськості до Мексики. Мексиканські асоціації також є надійними партнерами у випадку надзвичайних ситуацій, таких як природні катастрофи в Мексиці. Одна з таких асоціацій, Мексикансько-німецьке товариство AC (Deutsch-Gesellschaft eV Mexikanische), об'єднує обрану групу німецьких промисловців і бізнесменів, активно підтримує різноманітні інфраструктурні проекти, освітні ініціативи та корінні громади.
Безробіття, яке вплинуло на вищий середній клас Мексики, і прагнення до професійного розвитку молодих мексиканських випускників державних і приватних університетів зробили Німеччину кращим місцем для мексиканських іммігрантів, причому за останні роки мексиканська спільнота значно зросла порівняно з іншими іспаномовними американськими громадами, які мають сильну присутність у цій країні (такі як Куба, Чилі та Колумбія). За оцінками на 2014 рік населення мексиканців у Німеччині становило від 12 000 до 15 000 осіб, переважно віком від 20 до 40 років, і представляло вищий середній або вищий клас.
Привабливість Німеччини для мексиканських іммігрантів пояснюється не лише можливостями працевлаштування та освіти, але і можливістю мобільності в інші країни Європейського Союзу. Укладені шлюби та двонаціональні зусилля між Мексикою та Європейським Союзом також призвели до користі для нащадків німців та інших європейських країн, які народилися в Мексиці.
Економічна криза в Іспанії викликала переселення мексиканців до Німеччини, яка стала приймальником для мексиканських трансмігрантів, що раніше прибули в інші європейські країни. Однак економічні та політичні труднощі у цих країнах змушують мексиканців знову шукати можливості еміграції, забираючись до країн, де вони можуть отримати новий початок, але без можливості повернутися до Мексики. Європейський Союз відзначає, що мексиканці, які перебувають в Європі, в основному обирають країни, такі як Німеччина, Швейцарія, Польща, Швеція, Норвегія та Великобританія для переселення, з преобладанням переміщень до Німеччини.

## Історія
Перші мексиканці, які прибули до того, що з часом стане відомо як Федеративна Республіка Німеччина, були серед вигнаних прихильників уряду  Порфіріо Діаса, оскільки революційний рух досяг порту Бремергафен у 1911 році; Однак у зв'язку з подіями Другої світової війни, ці переселенці були змушені емігрувати в інші країни.
Мексиканці, які емігрували до Європи через Мексиканську революцію, зіткнулися з початком військових подій у країнах Центральної Європи. Це змусило їх переселятися до інших європейських країн, таких як Іспанія та Швейцарія, які залишалися нейтральними в цей період. Лише в концентраційних таборах Німеччини було зафіксовано, що під час Другої світової війни п'ятеро мексиканців були інтерновані. Ці особи були заарештовані в інших європейських країнах і доставлені гестапо до Німеччини. 
Після об'єднання Німеччини відбувся приріст мексиканських інтелектуалів і студентів, які вирушили на захід, забираючи з собою освіту та робочу силу. В ієрархії іспаномовної присутності в країні найбільшею мірою представлені колумбійці, кубинці та мексиканці, проте в спадаючому порядку.
Мексиканська мігрантська спільнота в Німеччині в основному складається з молодих людей у віці від 20 до 35 років обох статей з високим рівнем освіти. На відміну від еміграції до Сполучених Штатів, вони переважно обирають великі мегаполіси для проживання, а тривалість їхніх робочих контрактів коливається від 1 до 4 років. Багато мексиканців займають робочі позиції в дослідницьких лабораторіях, університетах та промислових цехах як частину різноманітних робочих груп.
Деякі жінки знаходять заняття в галузі догляду за дітьми та людьми похилого віку, що становить значущий сегмент працівників у цьому контексті. Це також відображається в зростаючих подружніх зв’язках між особами з Німеччини та Мексики, які призводять до народження покоління німецьких дітей з батьками із західною частині Спанійської Америки. 

## Мексиканські громади в Німеччині

Мексиканська громада в Мюнхені, Німеччина.

Німеччина фактично є важливим країною-реципієнтом для мексиканських трансмігрантів, які обирають її як кінцевий пункт призначення. Це пояснюється стабільністю економіки та високим рівнем зайнятості в Німеччині, що відзначається порівняно з іншими європейськими країнами. Деякі з цих мексиканських трансмігрантів можуть вже бути переселеними в інші європейські країни, проте економічні труднощі та інші фактори можуть стати причиною їхнього рішення переїхати саме до Німеччини або Швейцарії, не залишаючи території Європи. 

### Мексиканці в Берліні
Найбільша мексиканська громада в Німеччині сконцентрована в Берліні та його околицях. Серед цих мексиканців переважають професіонали, науковці, дослідники, підприємці та ініціативна молодь, яка прибула в пошуках щастя.

### Мексиканці в Баварії
У Баварії знаходиться одна з найбільших мексиканських громад у Німеччині. Існує кілька причин, чому мексиканці обирають баварські міста як своє місце проживання. По-перше, це близькість до численних європейських країн, що робить їхню локацію стратегічно вигідною. Відмінною особливістю є також м'який клімат у порівнянні з північною частиною Німеччини.
Католицизм, який широко практикується на півдні, також може впливати на вибір місця проживання. Крім того, існує історична зв'язаність з родичами баварських мігрантів до Мексики, що може бути ще однією причиною.
Можливості працевлаштування, співіснування та інтеграція різних національностей, наявність прямих авіасполучень з Мексикою, а також трудові та освітні обміни створюють сприятливі умови для приваблення мексиканців до Баварії. Засвоєння мексиканської та іспаноамериканської культур є додатковим фактором, що сприяє інтеграції та взаєморозумінню.

## Дипломатичні відносини Мексики з Німеччиною

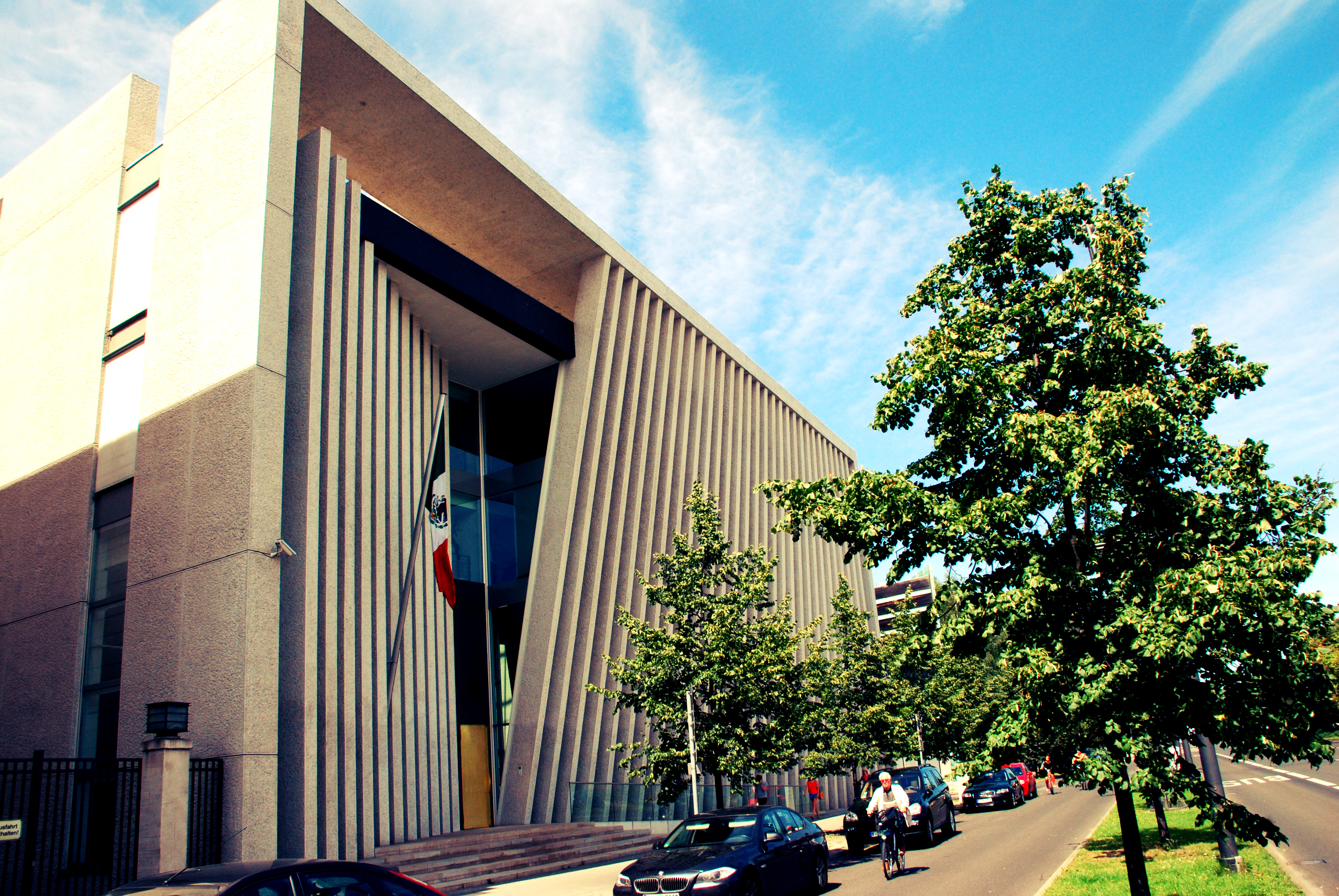
Посольство Мексики в Берліні, Німеччина.

- Посольство Мексики в Берліні, Німеччина.
- Генеральне консульство у Франкфурті, Гассе.

## Статистика
| Рік перепису | громадяни Мексики в Німеччині |
| ------------ | ----------------------------- |
| 1995 рік     | 4.233                         |
| 2000 рік     | 6,069▲</img>                  |
| 2005 рік     | 7,649▲</img>                  |
| 2010 рік     | 9,583▲</img>                  |
| 2015 рік     | 14.204▲</img>                 |
| 2020 рік     | 17,755▲</img>                 |
| 2021 рік     | 19,200▲</img>                 |

## Дивись також
- німецькі мексиканці
- Німецько-мексиканські відносини
- Імміграція до Німеччини

1. ↑  Archived copy. Архів оригіналу за 3 лютого 2015. Процитовано 10 травня 2015.{{cite web}}:  Обслуговування CS1: Сторінки з текстом «archived copy» як значення параметру title (посилання)
2. ↑  Mexicanos en los campos nazis - Proceso. Proceso.com.mx. 29 січня 2013. Архів оригіналу за 24 вересня 2015. Процитовано 16 січня 2018.
3. ↑  Archived copy. 16 листопада 2010. Архів оригіналу за 16 листопада 2010. Процитовано 16 січня 2018.{{cite web}}:  Обслуговування CS1: Сторінки з текстом «archived copy» як значення параметру title (посилання)
4. ↑  "Guten Tag, Ramón", un mexicano en Alemania. Correcamara.com.mx. Архів оригіналу за 17 січня 2018. Процитовано 16 січня 2018.
5. ↑  Berlin is inviting to both legal and illegal migrants. Azcentral.com. Архів оригіналу за 5 червня 2016. Процитовано 16 січня 2018.
6. ↑  Invierta en Baviera | Mexicanos en AlemaniaMexicanos en Alemania. Архів оригіналу за 3 лютого 2015. Процитовано 10 травня 2015.
7. ↑  Step into German - Goethe-Institut. Goethe.de. Архів оригіналу за 3 лютого 2015. Процитовано 16 січня 2018.
8. ↑  Ausländer: Deutschland, Stichtag, Geschlecht/Altersjahre/Familienstand, Ländergruppierungen/Staatsangehörigkeit. destatis.de (German) . Архів оригіналу за 4 грудня 2022. Процитовано 4 грудня 2022.

## Зовнішні посилання
- Мексиканська спільнота в Німеччині
- Мексиканська спільнота в Німеччині
- Мексиканська громада в Німеччині (Вольфсбург)
- Мексиканська спільнота в Німеччині (Баварія)